# جايبراكاش نارايان
جايبراكاش نارايان سريفاستافا (11 أكتوبر 1902 - 8 أكتوبر 1979) والمعروف أيضًا باسم جيه بي ولوك ناياك (تعني بالهندية "زعيم الشعب")، كان سياسيًا هنديًا ومنظرًا وناشطًا في مجال الاستقلال. يُذكر بشكل أساسي لقيادة المعارضة في منتصف السبعينيات ضد رئيسة الوزراء أنديرا غاندي والدعوة إلى الإطاحة بها في "ثورة شاملة". مُنح نارايان بعد وفاته جائزة بهارات راتنا أعلى جائزة مدنية في الهند تقديرًا لخدمته الاجتماعية عام 1999، تشمل جوائزه الأخرى جائزة رامون ماجسايساي للخدمة العامة عام 1965.

## نشأته
ولد جاي براكاش نارايان سريفاستافا في 11 أكتوبر 1902 في قرية سيتابديا، مقاطعة ساران، رئاسة البنغال، الهند البريطانية (مقاطعة باليا الحالية، أوتار براديش، الهند) كان منزله بالقرب من ضفاف نهر غاغارا المعرض للفيضانات؛ وفي كل مرة كان النهر يتضخم، كان المنزل يتضرر قليلاً، مما أجبر العائلة في النهاية على الانتقال بضعة كيلومترات إلى مستوطنة تُعرف الآن باسم جاي براكاش ناجار، أوتار براديش.